# チオバシラス属
チオバチルス属(チオバシラスぞく、Thiobacillus)とは、プロテオバクテリア門ベータプロテオバクテリア綱ニトロソモナス目チオバシラス科の真性細菌の属である。硫黄菌属とも呼ばれる。名称は硫黄(thio)の桿菌(bacillus)に因む。
チオバチルス属細菌はグラム陰性で非芽胞形成の好気性桿菌である。硫黄細菌の一種。GC比は51から68。現在、3つの種が知られている。
硫化水素や硫黄、チオ硫酸イオンを酸化して硫酸を作り出す。また、カルビン回路の酵素を有し、二酸化炭素を還元して有機物を得ること(炭素固定）ができ、一部の種は菌体外の有機物を利用できない偏性独立栄養生物である。土壌や水中に広範に生息し一部の種は好酸性である。
プロテオバクテリア門の複数の綱の性質を持った菌がこの属に含まれていたが、遺伝子の分析により本属のほかにアシディフィリウム属（Acidiphilium）、アシドチオバシラス属（Acidithiobacillus）、スターケヤ属（Starkeya）、チオモナス属（Thiomonas）、チオミクロスピラ属（Thiomicrospira）、パラコッカス属（Paracoccus）、ハロチオバシラス属（Halothiobacillus）及びサーミチオバシラス属（Thermithiobacillus）に再分類された。